# Ingar Sigvardsdotter
Ingar Hanna Sigvardsdotter, född 20 november 1968 i Kivik, är en svensk skådespelare. 
Sigvardsdotter växte upp i Vitaby på Österlen och utbildade sig vid Calle Flygare Teaterskola 1991–1993 och för privata lärare samt filmkurs vid Dramatiska Institutet. Hon verkade vid Dramaten några år från 1995, då hon också medverkade i ett par uppsättningar av Ingmar Bergman, Misantropen och Yvonne samt bland annat Puntila i regi av Thorsten Flinck. Hon har också spelat i ett antal filmer och TV-produktioner, bland annat Det okända (2000).
Sigvardsdotter var med i Skånelaget på TV 4:s Fortet 2005 tillsammans med Anders Johansson, Måns Nilsson och Anders S. Nilsson.
Hon har även spelat i den prisbelönta novellfilmen Den andra sidan samt Fragile.
Hon medverkar som Johanna i Telenors reklamfilmer kring en familj.

## Filmografi
- 2000 – Det okända
- 2000 – Hassel – Förgörarna
- 2000 – Pappa polis
- 2003 – Paragraf 9 (TV-serie)
- 2003 – Den andra sidan (kortfilm)
- 2004 – Fragile (kortfilm)
- 2004 – Strandvaskaren
- 2004 – Hannah med H
- 2006 – Ralph (kortfilm)
- 2006 – Beck – Skarpt läge
- 2007 – Predikanten

## TV-produktioner
- Snoken (SVT, 1995) - nakenmodell
- OP:7 (Kanal 5, 1997-99)
- Pip-Larssons (SVT, 1998)
- Lukas 8:18 (SVT, 1999) - Jossan
- Sjätte dagen (SVT, 1999)
- Nya Tider (TV 4, 1999-2006)
- Danslärarens återkomst (SVT, 2000)
- Rederiet (SVT, 2000) - Jessica Strömberg
- Fem gånger storm (TV4, 2000) - Jessica
- Anderssons älskarinna (SVT, 2001) - Modern Solvieg
- Pappa polis (SVT, 2001)- Mamman Anna
- Talismanen (SVT, 2003)
- Linné och hans apostlar (SVT, 2004) - Greta Benzelia
- Kommissionen (SVT, 2005)
- Mäklarna (SVT, 2006) - Frisören Kicki
- Kommissarien och havet (TV 4, 2006-)
- Ett gott parti (TV 4, 2007)
- Tatort: Mann über Bord (2007) - Greta
- Hinsehäxan (SVT, 2012)
- 2018 – Lingonligan (TV-serie)